# Max Leuthold

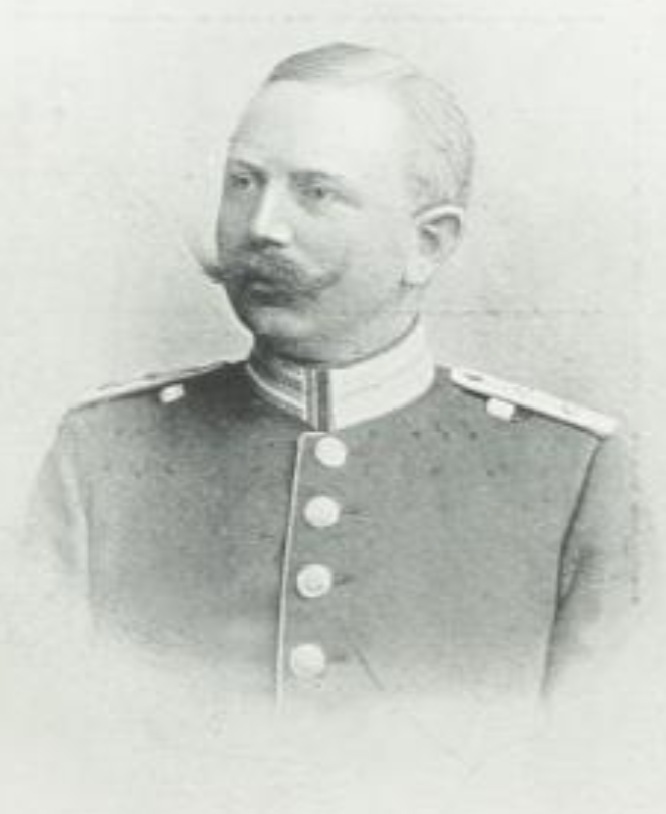
Max Leuthold

Max Leuthold (* 23. Mai 1863 in Ehrenberg; † 5. März 1934) war ein sächsischer Generalleutnant und letzter Chef des Generalstabes der Sächsischen Armee. 

## Leben
Leuthold diente vor dem Ersten Weltkrieg unter anderem von 1905 bis 1908 mit dem Rang eines Majors als Kommandeur des 2. Königlich Sächsischen Jäger-Bataillon Nr. 13.
Er führte im Ersten Weltkrieg als Kommandeur unter anderem die 53. Reserve-Division (3. Königlich Sächsische). Nach dem Durchbruch bei Zloczow an der Strypa fasste er den eigenständigen Entschluss mit seinem Großverband die Verfolgung russischer Kräfte aufzunehmen. Damit nahm er wesentlichen Anteil an der Befreiung Ostgaliziens und erhielt am 30. August 1917 das Kommandeurkreuz II. Klasse des Militär-St.-Heinrichs-Ordens.
Später hatte er das Kommando über die 192. Infanterie-Division (8. Königlich Sächsische). Zudem war er Kommandierender General des XII. (Königlich Sächsischen) Reserve-Korps vom 24. Juli 1918 bis zu dessen Auflösung am 23. Januar 1919 und führte dann das XIX. (II. Königlich Sächsisches) Armee-Korps bis zum 2. Oktober 1919.
Leuthold wurde auf dem Dresdner Nordfriedhof bestattet.